# Елин Пелин
Елин Пелин (рођен као Димитар Иванов Стојанов; буг. Димитър Иванов Стоянов; 8. јул 1877. - 3. децембар, 1949) био је бугарски писац. Слављен је због литерарно успешних приказа сеоског живота.

## Биографија
Рођен је у селу Бајлово у софијској области. Име које је добио рођењем је Димитар Иванов Стојанов. Отац му је био Иван Стојанов , и мајка Стојанка Иванова и припадали су врло великој сеоској породици која је имала 11 деце.
Од детињства је волео писати. Најпре се окушао у сликарству и у писању стихова, да би се касније у потпуности посветио прозном раду. На крају свог стваралачког пута је рекао:
Био сам толико млад када сам почео да пишем да сам једноставно заборавио који је био разлог за то.
Имао је формално образовање и желео је постати учитељ. Након што је дипломирао, постао је учитељ у свом селу. Међутим, он дуго није радио на том послу. Тада одлучује постати писац и узима уметничко име, Димитар Стојанов је постао Елин Пелин 1897. године.
Његов сусрет с Јорданом Јовковим допринео је у израстање класичног репрезентативног националног писца кратких прича, којима је умногоме одредио каснији смер и лик бугарског уметничког приповедања. Прву приповетку „Драга је домовина“ (буг. Мило е отечеството) објавио је 1895. Од 1899. живео је у Софији, где је уређивао часопис „Сеоско ћаскање“ (1902—1903), радио као библиотекар. То му је давало довољно слободе за писање. 1910. године постављен је за управника посебних збирки у библиотеци у Софији.
Током Првог светског рата Пелин је био ратни извештач, а касније је био музејски конзерватор. У музеј Вазова долази 1924. године и тамо је радио 20 година.
Његова најбоља дела настала су тек након завршетка Првог свјетског рата. Прије Првог светског рата, писао је 'Приједлог обитељи' 1911. - прича о трансформацији из сеоског живота у модерно друштво. Књига је била врло добро прихваћена и хваљена због својих живописних слика сеоског живота у Бугарска села.
Пелинова најбоља дела су посвећена бугарском селу, где приказује свакидашњи живот кроз призму социјалне критике; јунаци су обични сиромашни сељаци или сеоски учитељи. Стил му је био изворан, непосредан и топао, обогаћен народним пословицама. Остварио је изванредне, животворне портрете сељака у чијем карактеру се сукобљавају елементарне страсти и чистота душе са примитивизмом који је последица заосталести и беде и узрок страсти и приземних порива, неморачлних поступака и злочина.
Елин Пелин је и један од зачетника бугарске дечје књижевности.

## Награде и признања
- Године 1940. постао је председник Друштва бугарских књижевника.
- Град Новоселци поред његовог родног Бајлово данас носи његово име.
- Изабран је за члана Бугарске академије знаности и уметности.

## Дела

### Приповетке
- „Приповетке I" (1904)
- „Пепео мојих ципела“ (1905)
- „С прозора“ (1906)
- „Приповетке II" (1904)
- „Гераци“ (1922)
- „Земља“ (1922)
- „Изабране приче“ (1922)
- „Збирка кратких прича“ (1923)

### Књижевност за децу
- „Јан Бибијан: Невероватни доживљаји једног клинца“ (1933)
- „Јан Бибијан на Месецу“ (1934)